# Jeżów (powiat Brzeziński)
Jeżów is een dorp in het Poolse woiwodschap Łódź, in het district Brzeziński. De plaats maakt deel uit van de gemeente Jeżów en telt 1400 inwoners.